# Peyrolles, Gard
Peyrolles là một xã trong vùng Occitanie. Xã Peyrolles, Gard nằm ở khu vực có độ cao trung bình 200 mét trên mực nước biển.
Ngày 7 tháng 7 năm 2006, tên của xã đã chính thức đổi từ Peyroles thành Peyrolles.